# مربع واحد

مربع واحد در صفحهٔ حقیقی

در ریاضیات ،مربعی واحد است که طول ضلع آن ۱ باشد؛ و به‌طور خاص منظور از «مربع واحد» مربعی است که رئوس آن بر نقاط (۰, ۰)، (۱, ۰)، (۰, ۱) و (۱, ۱) در صفحهٔ مختصات دکارتی قرار داشته باشد.

## در مختصات مختلط
مربع واحد را در صفحهٔ مختلط نیز می‌توان تعریف کرد، یعنی فضای توپولوژیکی که توسط اعداد مختلط شکل گرفته‌است. در این حالت، چهار گوشه مربع واحد در چهار عدد مختلط ۰، ۱، i و 1 + i قرار داد.

## مسئلهٔ فاصلهٔ گویا
آیا نقطه ای در صفحه وجود دارد که فاصله اش از هر چهار گوشهٔ مربع واحد عددی گویا شود؟
وجود نقطه ای که از چهار گوشهٔ مربع واحد فاصله ای با مقدار گویا داشته باشد هنوز اثبات نشده‌است.